# Luke Cage (série de televisão)
Marvel's Luke Cage (ou simplesmente Luke Cage) é uma série de televisão estadunidense criada para a Netflix por Cheo Hodari Coker, baseada no personagem de homônimo, da Marvel Comics. Está situada no Universo Cinematográfico Marvel, compartilhando a continuidade com os filmes da franquia e é a terceira de quatro séries que irão levar até a minisérie Os Defensores. A série é produzida pela Marvel Television em parceria com a ABC Studios, com Coker servindo como showrunner.
Mike Colter estrela como Luke Cage, um ex-condenado com força sobre-humana e pele impenetrável que agora combate o crime. Mahershala Ali, Alfre Woodard, Simone Missick, Theo Rossi, e Frank Whaley também fazem parte do elenco. O desenvolvimento da série começou no final de 2013. Em dezembro de 2014, Colter foi escolhido como Cage, para aparecer primeiro em Jessica Jones. Em março de 2015, Coker foi contratado como showrunner. Filmagens começaram em Nova York em setembro de 2015 e foram concluídas em março de 2016. A série é ambientada no Harlem, e procura replicar a sua atmosfera única e cultura, particularmente com a música, que Coker coloca ênfase em toda a produção. A série também comenta sobre raça, política e o movimento Black Lives Matter.
A primeira temporada estreou em 28 de setembro de 2016, no Harlem, com a série completa de 13 episódios lançada na Netflix em 30 de setembro. A série foi recebida com críticas positivas, com elogios para Colter, Missick, Ali e Woodard por suas performances, estilo dos anos 70 e música.
A série foi renovada para uma segunda temporada que estreou em 22 de junho de 2018. 
Após as diferenças criativas entre a Netflix e os escritores da série durante o desenvolvimento de uma terceira temporada, a Netflix cancelou a série em 19 de outubro de 2018.
Luke Cage, juntamente com as outras séries da Marvel/Netflix, deixaram o catálogo da Netflix em 1º de março de 2022, devido à licença da Netflix para o término da série e à recuperação dos direitos dos personagens pela Disney. Todas as séries produzidas pela Marvel Television que estavam na Netflix passam a integrar o catálogo do Disney+ em alguns territórios em 16 de março de 2022. Foi confirmado que em 29 de junho, todas as séries da Marvel/Netflix, seriam adicionadas ao catálogo do Disney+ na América Latina, com isso a região tem novos controles parentais para que os novos conteúdos +16 e +18 possam ser acessados.

## Sinopse
Quando um experimento sabotado o dá super-força e pele impenetrável, Luke Cage (Mike Colter) se torna um fugitivo tentando reconstruir sua vida no Harlem, em Nova York, e deve em breve enfrentar seu passado e lutar pelo coração de sua cidade.

## Elenco e personagens
| Mike Colter        | Luke Cage                     | Regular     | Regular      | Ronaldo Júlio        |
| Simone Missick     | Misty Knight                  | Regular     | Regular      | Carol Crespo Simões  |
| Theo Rossi         | Hernan "Shades" Alvarez       | Regular     | Regular      | Mckeidy Lisita       |
| Rosario Dawson     | Claire Temple                 | Regular     | Regular      | Mônica Rossi         |
| Alfre Woodard      | Mariah Stokes                 | Regular     | Regular      | Sarito Rodrigues     |
| Mahershala Ali     | Cornell "Cottonmouth" Stokes  | Regular     |              | Marcos Souza         |
| Erik LaRay Harvey  | Willis Stryker / Cascavel     | Regular     |              | Maurício Berger      |
| Gabrielle Dennis   | Tilda Johnson                 |             | Regular      | Ana Granjeiro        |
| Mustafa Shakir     | John McIver / Bushmaster      |             | Regular      | Oziel Monteiro       |
| Elenco Recorrente  |                               |             |              |                      |
| Frank Whaley       | Rafael Scarfe                 | Recorrente  |              | Sérgio Stern         |
| Frankie Faison     | Henry "Pop" Hunter            | Recorrente  |              | Luiz Carlos Persy    |
| Parisa Fitz-Henley | Reva Connors                  | Recorrente  |              | Morgana Bernabucci   |
| Ron Cephas Jones   | Bobby Fish                    | Recorrente  |              | Ricardo Rossatto     |
| Sônia Braga        | Soledad Temple                | Recorrente  |              | Geisa Vidal          |
| Michael Kostroff   | Noah Burstein                 | Recorrente  |              | Guto Nejaim          |
| Jacob Vargas       | Domingo Colon                 | Recorrente  |              | Flávio Back          |
| Jaiden Kaine       | Zip                           | Recorrente  |              | Fred Mascarenhas     |
| Deborah Ayorinde   | Candace Miller                | Recorrente  |              | Adriana Torres       |
| Karen Pittman      | Priscilla Ridley              | Recorrente  |              | Rita Lopes           |
| Tijuana Ricks      | Thembi Wallace                | Recorrente  |              | Christiane Monteiro  |
| Rob Morgan         | Turk Barrett                  | Recorrente  | Participação | Jorge Vasconcelos    |
| Elenco Convidado   |                               |             |              |                      |
| Rachael Taylor     | Patricia "Patsy/Trish" Walker | Convidada V |              | Priscila Amorim      |
| Stephen Rider      | Blake Tower                   | Convidado   |              | Thadeu Matos         |
| Finn Jones         | Danny Rand/Punho de Ferro     |             | Convidado    | Fabrício Villa Verde |
| Jessica Henwick    | Colleen Wing                  |             | Convidado    | Érika Menezes        |
| Elden Henson       | Franklin "Foggy" Nelson       |             | Convidado    | Felipe Drummond      |

### Dublagem Brasileira
- Estúdio: MG Estúdios
- Direção: Felipe Drummond
- Tradução: Millena Ribeiro

## Episódios
| Temporada | Temporada | Episódios | Episódios | Originalmente lançado  |
| --------- | --------- | --------- | --------- | ---------------------- |
|           | 1         | 13        | 13        | 30 de setembro de 2016 |
|           | 2         | 13        | 13        | 22 de junho de 2018    |

### 1.ª temporada (2016)
| N.º na série | N.º na temp. | Título                                                         | Dirigido por       | Escrito por                            | Lançamento             |
| ------------ | ------------ | -------------------------------------------------------------- | ------------------ | -------------------------------------- | ---------------------- |
| 1            | 1            | "Moment of Truth" "(Momento da Verdade)" (BR)                  | Paul McGuigan      | Cheo Hodari Coker                      | 30 de setembro de 2016 |
| 2            | 2            | "Code of the Streets" "(Código das Ruas)" (BR)                 | Paul McGuigan      | Cheo Hodari Coker                      | 30 de setembro de 2016 |
| 3            | 3            | "Who's Gonna Take the Weight?" "(Quem Vai Levar o Peso?)" (BR) | Guillermo Navarro  | Matt Owens                             | 30 de setembro de 2016 |
| 4            | 4            | "Step in the Arena" "(Passo na Arena)" (BR)                    | Vincenzo Natali    | Charles Murray                         | 30 de setembro de 2016 |
| 5            | 5            | "Just to Get a Rep" "(Só Para Ter Um Representante)" (BR)      | Marc Jobst         | Jason Horwitch                         | 30 de setembro de 2016 |
| 6            | 6            | "Suckas Need Bodyguards" "(Precisa de Guarda-Costas)" (BR)     | Sam Miller         | Nathan Louis Jackson                   | 30 de setembro de 2016 |
| 7            | 7            | "Manifest" "(Manifesto)" (BR)                                  | Andy Goddard       | Akela Cooper                           | 30 de setembro de 2016 |
| 8            | 8            | "Blowin' Up the Spot" "(Explodir o Local)" (BR)                | Magnus Martens     | Aïda Mashaka Croal                     | 30 de setembro de 2016 |
| 9            | 9            | "DWYCK" "(DWYCK)" (BR)                                         | Tom Shankland      | Christian Taylor                       | 30 de setembro de 2016 |
| 10           | 10           | "Take It Personal" "(Tome-pessoais)" (BR)                      | Stephen Surjik     | Jason Horwitch                         | 30 de setembro de 2016 |
| 11           | 11           | "Now You're Mine" "(Agora Você é Meu)" (BR)                    | George Tillman Jr. | Christian Taylor                       | 30 de setembro de 2016 |
| 12           | 12           | "Soliloquy of Chaos" "(Solilóquio do Caos)" (BR)               | Phil Abraham       | Akela Cooper & Charles Murray          | 30 de setembro de 2016 |
| 13           | 13           | "You Know My Steez" "(Você Sabe Meu Steez)" (BR)               | Clark Johnson      | Aïda Mashaka Croal & Cheo Hodari Coker | 30 de setembro de 2016 |

### 2.ª temporada (2018)
| N.º na série | N.º na temp. | Título                                                                     | Dirigido por               | Escrito por                             | Exibição original   |
| ------------ | ------------ | -------------------------------------------------------------------------- | -------------------------- | --------------------------------------- | ------------------- |
| 14           | 1            | "Soul Brother #1" "(Irmão da Alma # 1)" (BR)                               | Lucy Liu                   | Cheo Hodari Coker                       | 22 de junho de 2018 |
| 15           | 2            | "Straighten It Out" "(Endireitar)" (BR)                                    | Steph Green                | Akela Cooper                            | 22 de junho de 2018 |
| 16           | 3            | "Wig Out" "(Peruca)" (BR)                                                  | Marc Jobst                 | Matt Owens                              | 22 de junho de 2018 |
| 17           | 4            | "I Get Physical" "(Eu Fico Físico)" (BR)                                   | Salli Richardson-Whitfield | Matthew Lopes                           | 22 de junho de 2018 |
| 18           | 5            | "All Souled Out" "(Tudo Preparado)" (BR)                                   | Kasi Lemmons               | Ian Stokes                              | 22 de junho de 2018 |
| 19           | 6            | "The Basement" "(O Porão)" (BR)                                            | Millicent Shelton          | Aïda Mashaka Croal                      | 22 de junho de 2018 |
| 20           | 7            | "On and On" "(Assim Por Diante)" (BR)                                      | Rashaad Ernesto Green      | Nicole Mirante Matthews                 | 22 de junho de 2018 |
| 21           | 8            | "If It Ain't Rough, It Ain't Right" "(Se Não É Difícil, Não É Certo)" (BR) | Neema Barnette             | Nathan Louis Jackson                    | 22 de junho de 2018 |
| 22           | 9            | "For Pete's Sake" "(Pelo Amor de Pete)" (BR)                               | Clark Johnson              | Matt Owens & Ian Stokes                 | 22 de junho de 2018 |
| 23           | 10           | "The Main Ingredient" "(O Ingrediente Principal)" (BR)                     | Andy Goddard               | Akela Cooper                            | 22 de junho de 2018 |
| 24           | 11           | "The Creator" "(O Criador)" (BR)                                           | Stephen Surjik             | Nicole Mirante Matthews & Matthew Lopes | 22 de junho de 2018 |
| 25           | 12           | "Can't Front On Me" "(Não Podem Me Enfrentar)" (BR)                        | Evarado Gout               | Aïda Mashaka Croal                      | 22 de junho de 2018 |
| 26           | 13           | "They Reminisce Over You" "(Eles Relembram Você)" (BR)                     | Alex Garcia Lopez          | Cheo Hodari Coker                       | 22 de junho de 2018 |

## Ligações com o Universo Cinematográfico Marvel
Ao longo da temporada, os vilões usam armas da Hammer Technology para combater as habilidades de Cage. A empresa e seu fundador, Justin Hammer, foram introduzidos em Homem de Ferro 2, e Hammer foi visto pela última vez na prisão Seagate no "Marvel One-Shot" All Hail the King; Seagate também é retratada na série como a prisão onde Carl Lucas foi enviado, e há uma referência a "milionários escondidos no porão", enquanto ele está lá. A série faz referência aos eventos de Os Vingadores e membros daquela equipe, assim como os futuros Defensores e sua própria série. Menções específicas incluem as operações de Madame Gao em Demolidor, os vilões Rei do Crime e Kilgrave.